# Heterophrynus
Heterophrynus is een geslacht van de zweepspinnen (Amblypygi), familie Phrynidae. Het geslacht bestaat uit 11 nog levende soorten.

## Soorten
- Heterophrynus alces - Pocock, 1902
- Heterophrynus armiger - Pocock, 1902
- Heterophrynus batesii - (Butler, 1873)[2]
- Heterophrynus brevimanus - Mello-Leitao, 1931
- Heterophrynus cervinus - Pocock, 1894
- Heterophrynus cheiracanthus - (Gervais, 1842)[2]
- Heterophrynus elaphus - Pocock, 1903
- Heterophrynus gorgo - (Wood, 1869)[2]
- Heterophrynus pumilio - (C.L.Koch, 1840)[2]
- Heterophrynus seriatus - Mello-Leitao, 1940
- Heterophrynus vesanicus - Mello-Leitao, 1941